# Pietro Rava
Pietro Rava, italijanski nogometaš in trener, * 21. januar 1916, Cassine, Alessandria, Italija, † 5. november 2006, Torino, Italija.
Rava je večji del svoje kariere v Serie A igral za Juventus, za katerega je v treh obdobjih odigral 232 prvenstvenih tekem in dosegel devet golov, med letoma 1942 in 1949 pa je bil tudi klubski kapetan. Med letoma 1944 in 1946 je igral za U.S. Alessandria, od leta 1947 do konca kariere leta 1950 pa za Novaro. V sezoni 1949/50 je osvojil naslov državnega prvaka, v sezonah 1937/38, 1945/46 in 1946/47 naslov državnega podprvaka, v letih 1938 in 1942 pa je osvojil državni pokal. 
Za italijansko reprezentanco je odigral trideset uradnih tekem, osvojil pa zlato medaljo na Poletnih olimpijskih igrah 1936 v Berlinu in naslov svetovnega prvaka na prvenstvu leta 1938.
Kot trener je med letoma 1952 in 1963 vodil klube Padova, Sampdoria, Palermo in U.S. Alessandria.